# Een ventje van veertig
Een ventje van veertig is het veertiende en laatste boek uit de reeks Grijpstra en De Gier, geschreven door Janwillem van de Wetering.
Het is in 1996 uitgegeven door Het Spectrum.

## Verhaal
Grijpstra en De Gier, voormalige rechercheurs van de Amsterdamse moordbrigade, en sinds een 'meevaller' genoeglijk stillevend in een luxueus grachtenpand in de Amsterdamse binnenstad, worden benaderd door uit Rotterdam afkomstige oplichters.
Een door het 'ventje' en zijn invalide vader gehuurde supertanker, werd leeg en stuurloos aangetroffen voor een Caribisch eiland. De lading was niet verzekerd. De opdrachtgever biedt een miljoen als de schade verhaald kan worden. Aanvankelijk weigeren de ex-politiemannen iets met het irritante ventje te maken te hebben.
Kort daarop wordt De Gier op straat overvallen en raakt gewond, Grijpstra verdrinkt bijna in het IJ, en de commissaris wordt beschoten. Het onderzoek verplaatst zich vanuit de Amsterdamse binnenstad naar Sint Eustatius, waarbij de beruchte straatagenten Ketchup en Karate, en de inmiddels tot officier bevorderde sluwe rechercheur Simon Cardozo, zowel mee- als tegenwerken.